# لادیسلاو کرژیژک
لادیسلاو کرژیژک (چکی: Ladislav Křížek; ۲۴ آوریل ۱۹۶۳ – ) خواننده، ترانه‌سرا و گیتاریست اهل کشور جمهوری چک از اواسط دهه ۱۹۸۰ تاکنون است.